# St. Petersburg Ladies Trophy 2021 - Qualificazioni singolare
Le qualificazioni del singolare del St. Petersburg Ladies Trophy 2021 sono un torneo di tennis preliminare per accedere alla fase finale della manifestazione. Le vincitrici dell'ultimo turno sono entrate di diritto nel tabellone principale. In caso di ritiro di una o più giocatrici aventi diritto a queste sono subentrate le lucky loser, ossia le giocatrici che hanno perso nell'ultimo turno ma che avevano una classifica più alta rispetto alle altre partecipanti che avevano comunque perso nel turno finale.

## Teste di serie
1. Clara Tauson (qualificata)
2. Viktorija Tomova (ritirata)
3. Monica Niculescu (primo turno)
4. Natal'ja Vichljanceva (primo turno)
5. Kamilla Rachimova (qualificata)
6. Wang Xinyu (qualificata)

1. Jaqueline Cristian (qualificata)
2. Magdalena Fręch (ultimo turno)
3. Arina Rodionova (qualificata)
4. Çağla Büyükakçay (ultimo turno)
5. Lesley Kerkhove (ultimo turno)
6. Laura Ioana Paar (primo turno)

## Qualificate
1. Clara Tauson
2. Jaqueline Cristian
3. Anastasia Gasanova

1. Arina Rodionova
2. Kamilla Rachimova
3. Wang Xinyu

## Tabellone

### Legenda
| - Q = Qualificato - WC = Wild card - LL = Lucky loser | - ALT = Alternate - SE = Special Exempt - PR = Protected Ranking | - w/o = Walkover - r = Ritirato - d = Squalificato |

### Sezione 1
|  | Primo turno | Primo turno         | Primo turno         | Primo turno | Primo turno |  |  | Ultimo turno | Ultimo turno    | Ultimo turno    | Ultimo turno | Ultimo turno |  |
|  |             |                     |                     |             |             |  |  |              |                 |                 |              |              |  |
|  | 1           | Clara Tauson        | Clara Tauson        | 7           | 6           |  |  |              |                 |                 |              |              |  |
|  | WC          | Ekaterina Shalimova | Ekaterina Shalimova | 5           | 3           |  |  | 1            | Clara Tauson    | Clara Tauson    | 7            | 6            |  |
|  |             | Ekaterine Gorgodze  | 6                   | 6(0)        | 3           |  |  | 11           | Lesley Kerkhove | Lesley Kerkhove | 5            | 2            |  |
|  | 11          | Lesley Kerkhove     | 0                   | 7           | 6           |  |  |              |                 |                 |              |              |  |

### Sezione 2
|  | Primo turno | Primo turno        | Primo turno        | Primo turno | Primo turno |  |  | Ultimo turno | Ultimo turno       | Ultimo turno | Ultimo turno | Ultimo turno |  |
|  |             |                    |                    |             |             |  |  |              |                    |              |              |              |  |
|  | Alt         | Sofya Lansere      | Sofya Lansere      | 3           | 0           |  |  |              |                    |              |              |              |  |
|  | WC          | Alina Charaeva     | Alina Charaeva     | 6           | 6           |  |  | WC           | Alina Charaeva     | 6            | 1            | 2            |  |
|  |             | Natalija Kostić    | Natalija Kostić    | 1           | 3           |  |  | 7            | Jaqueline Cristian | 4            | 6            | 6            |  |
|  | 7           | Jaqueline Cristian | Jaqueline Cristian | 6           | 6           |  |  |              |                    |              |              |              |  |

### Sezione 3
|  | Primo turno | Primo turno        | Primo turno        | Primo turno | Primo turno |  |  | Ultimo turno | Ultimo turno       | Ultimo turno       | Ultimo turno | Ultimo turno |  |
|  |             |                    |                    |             |             |  |  |              |                    |                    |              |              |  |
|  | 3           | Monica Niculescu   | Monica Niculescu   | 3           | 4           |  |  |              |                    |                    |              |              |  |
|  | WC          | Ana Konjuh         | Ana Konjuh         | 6           | 6           |  |  | WC           | Ana Konjuh         | Ana Konjuh         | 4            | 3            |  |
|  |             | Anastasia Gasanova | Anastasia Gasanova | 6           | 6           |  |  |              | Anastasia Gasanova | Anastasia Gasanova | 6            | 6            |  |
|  | 12          | Laura Ioana Paar   | Laura Ioana Paar   | 4           | 3           |  |  |              |                    |                    |              |              |  |

### Sezione 4
|  | Primo turno | Primo turno            | Primo turno            | Primo turno | Primo turno |  |  | Ultimo turno | Ultimo turno      | Ultimo turno      | Ultimo turno | Ultimo turno |  |
|  |             |                        |                        |             |             |  |  |              |                   |                   |              |              |  |
|  | 4           | Natal'ja Vichljanceva  | 6                      | 4           | 1           |  |  |              |                   |                   |              |              |  |
|  |             | Valerija Savinych      | 2                      | 6           | 6           |  |  |              | Valerija Savinych | Valerija Savinych | 3            | 4            |  |
|  |             | Kathinka von Deichmann | Kathinka von Deichmann | 4           | 4           |  |  | 9            | Arina Rodionova   | Arina Rodionova   | 6            | 6            |  |
|  | 9           | Arina Rodionova        | Arina Rodionova        | 6           | 6           |  |  |              |                   |                   |              |              |  |

### Sezione 5
|  | Primo turno | Primo turno        | Primo turno        | Primo turno | Primo turno |  |  | Ultimo turno | Ultimo turno      | Ultimo turno | Ultimo turno | Ultimo turno |  |
|  |             |                    |                    |             |             |  |  |              |                   |              |              |              |  |
|  | 5           | Kamilla Rachimova  | 6                  | 4           | 6           |  |  |              |                   |              |              |              |  |
|  |             | Aleksandra Krunić  | 2                  | 6           | 4           |  |  | 5            | Kamilla Rachimova | 6            | 2            | 6            |  |
|  | WC          | Polina Kudermetova | Polina Kudermetova | 1           | 3           |  |  | 8            | Magdalena Fręch   | 3            | 6            | 2            |  |
|  | 8           | Magdalena Fręch    | Magdalena Fręch    | 6           | 6           |  |  |              |                   |              |              |              |  |

### Sezione 6
|  | Primo turno | Primo turno       | Primo turno       | Primo turno | Primo turno |  |  | Ultimo turno | Ultimo turno     | Ultimo turno     | Ultimo turno | Ultimo turno |  |
|  |             |                   |                   |             |             |  |  |              |                  |                  |              |              |  |
|  | 6           | Wang Xinyu        | Wang Xinyu        | 6           | 6           |  |  |              |                  |                  |              |              |  |
|  |             | Marina Mel'nikova | Marina Mel'nikova | 2           | 3           |  |  | 6            | Wang Xinyu       | Wang Xinyu       | 6            | 6            |  |
|  |             | Jana Fett         | 3                 | 6           | 5           |  |  | 10           | Çağla Büyükakçay | Çağla Büyükakçay | 2            | 3            |  |
|  | 10          | Çağla Büyükakçay  | 6                 | 4           | 7           |  |  |              |                  |                  |              |              |  |